# Philonotis angustifolia
Philonotis angustifolia là một loài rêu trong họ Bartramiaceae. Loài này được Kaal. mô tả khoa học đầu tiên năm 1912.